# Dakota Goyo
Dakota Avery Goyo (Toronto, 22 de agosto de 1999) é um ator canadense.

## Biografia
Dakota nasceu em Toronto, Ontario, filho de Debra, uma ex-modelo e cantora que gerencia sua carreira, e David Goyo. Dakota tem dois irmãos mais velhos, Devon e Dallas.
Goyo apareceu em seu primeiro comercial como uma criança, depois do qual posou vários papéis na televisão e séries de animação. Seu trabalho na televisão inclui recursos de JoJo's Circus em 2005, Ultra, em 2006, Super Porque! em 2008, Murdoch Mysteries em 2008, The Listener em 2009, Segredo do meu vizinho em 2009, Happy Town em 2010 e um papel recorrente como Timmy Tibble na televisão dos filhos Arthur série em 2010. Goyo também completou um papel de liderança na série Pilot ABC Solving Charlie em 2009, interpretando Charlie, um menino órfão que tem um QI de 190 e ajuda a seu irmão há muito perdido, um detetive aspirante, para resolver crimes. Goyo interpretou Teddy, o filho da personagem de Josh Hartnett, no filme de 2007 O Renascer do Campeão e também Timmy, neto do personagem de Susan Sarandon, no filme de 2007 Aritmética Emocional. Ao final de setembro de 2010, Goyo tinha acabado de filmar Real Steel e foi escalado como Thor jovem no recurso Marvel Thor, lançado em maio de 2011.
Com treze (13) anos de idade, Goyo foi escalado como Jamie em ascensão recurso Animação Dreamworks "A Origem  dos Guardiões "(2012).

## Filmografia
| Filmes | Filmes                                    | Filmes                                       | Filmes                                       | Filmes                      |
| Ano    | Título Original                           | Título (Brasil)                              | Título (Portugal)                            | Papel                       |
| ------ | ----------------------------------------- | -------------------------------------------- | -------------------------------------------- | --------------------------- |
| 2006   | Ultra                                     | Ultra                                        | Ultra                                        | Brett (para TV)             |
| 2007   | Resurrecting the Champ                    | O Resgate de um Campeão                      | O Renascer do Campeão                        | Teddy Kernan                |
| 2007   | Emotional Arithmetic                      | Emotional Arithmetic                         | Emotional Arithmetic                         | Timmy Winters               |
| 2009   | Solving Charlie                           | Solving Charlie                              | Solving Charlie                              | Charlie Hudson II (para TV) |
| 2009   | Defendor                                  | Defendor                                     | Defendor                                     | Jack Carter                 |
| 2009   | My Neighbor's Secret                      | My Neighbor's Secret                         | My Neighbor's Secret                         | Austin Hest (para TV)       |
| 2011   | Thor                                      | Thor                                         | Thor                                         | Thor (jovem)                |
| 2011   | Real Steel                                | Gigantes de Aço                              | Puro Aço                                     | Max Kenton                  |
| 2012   | Rise of the Guardians                     | A Origem dos Guardiões                       | Rise of the Guardians                        | Jamie (voz)                 |
| 2013   | The Legend of William Tell: 3D Dark skies | The Legend of William Tell: 3D Os Escolhidos | The Legend of William Tell: 3D Os Escolhidos | Walter Tell Jesse Barrett   |
| 2014   | Noah                                      | Noé                                          |                                              | Noé Jovem                   |

| Séries | Séries                         | Séries               | Séries      | Séries                                    |
| Ano    | Título                         | Papel                | Episódios   | Notas                                     |
| ------ | ------------------------------ | -------------------- | ----------- | ----------------------------------------- |
| 2005   | JoJo's Circus                  | Pequeno Azul         | 1 episódio  | "The Thanksgiving Parade"                 |
| 2008   | Super Why!                     | Garotinho            | 1 episódio  | "Twas the Night Before Christmas"         |
| 2009   | The Listener                   | Nicki                | 1 episódio  | "I'm an Adult Now"                        |
| 2009   | Murdoch Mysteries              | Alwyn Jones          | 3 episódios | "Werewolves","Convalescence","I, Murdoch" |
| 2010   | Happy Town                     | Tommy Conroy (jovem) | 1 episódio  | "Questions and Antlers"                   |
| 2010   | Arthur                         | Timmy Tibble         | 4 episódios |                                           |
| 2011   | R.L. Stine's The Haunting Hour | Josh                 | 1 episódio  | "The Flight"                              |

## Prémios e Indicações
| Prémios | Prémios   | Prémios             | Prémios                                                 | Prémios                |
| Ano     | Resultado | Premiação           | Categoria                                               | Título                 |
| ------- | --------- | ------------------- | ------------------------------------------------------- | ---------------------- |
| 2008    | Indicado  | Young Artist Awards | Melhor Performance em Filme - Ator Mirim Até os 10 Anos | Resurrecting the Champ |